# راس غليص (مسلسل 2006)
راس غليص مسلسل بدوي درامي تشويقي ومغامرات من إنتاج المركز العربي للإنتاج الإعلامي - الأردن، المنتج عدنان العوامله، المنتج التنفيذي طلال العوامله، كتابة مصطفى صالح، إخراج أحمد دعيبس، وبطولة رشيد عساف، زهير النوباني، ياسر المصري، نادرة عمران، منذر رياحنه، ناريمان عبد الكريم، حابس حسين، وعثمان الشمايلة.
تدور الأحداث حول مشاعر الإنتقام نتيجة ما حصل بعد حادثة اتهام زوجة الشيخ مجحم لـ «مشعل» بمحاولة الاعتداء عليها فيهرب إلى قبيلة الشيخ «أبو صايل» بعد أن يقتل واحداً من مطارديه ويلتجئ إلى بيت «رمّاح» والد غليص، وأهل هذا القتيل يقتلون «رمّاح» ودخيله «مشعل»، على مرأى الطفل «غليص» فيشب حاقداً وراغباً في الانتقام الثأر لأبيه.

## الملخص
ما كان لغليص ليعيش تلك الطفولة البائسة لو لم يحدث ما حدث! كان أبوه «رمّاح» شقيق «الشيخ أبو صايل» شيخ العشيرة، ولم يكن معدماً ولا مستضعفاً ولكن الأقدار نسجت له مصيره في مضارب عشيرة «الشيخ مجحم»، ثم تضافرت الخيوط وانقلبت طفولته الهانئة الوادعة رأساً على عقب.
تبدأ الأحداث حينما تتهم إحدى زوجتي «الشيخ مجحم» رجلاً يدعى «مشعل» بمحاولة الاعتداء عليها، فيلوذ هذا الأخير بجلده، وبعد أن يقتل واحداً من مطارديه من رجال القبيلة، يصل إلى قبيلة الشيخ «أبو صايل» ويدخل أول بيت يقابله، وتشاء الأقدار أن يكون ذلك هو بيت «رمّاح» -والد غليص- الذي يقبل الدخيل ويعطيه الأمان، ولكن أهل القتيل يلاحقون القاتل لبيت «رمّاح»، فيقتلوهما معاً (رمّاح ودخيله)، ويشهد «غليص» الطفل مقتل والده. فتسيطر قسوة الحادثة على نفسه، فيمتلئ قلبه بالحقد على «الشيخ مجحم» وعشيرته ويشبّ على القسوة والرغبة في الانتقام.

## بطولة
- رشيد عساف بدور غليص
- زهير النوباني، بدور مناع
- ياسر المصري، بدور رداد
- نادرة عمران، بدور ام زيد
- منذر رياحنه، بدور زواد
- ناريمان عبد الكريم، بدور نوفة زوجة الشيخ أبو صايل
- نبيل المشيني. بدور الشيخ مجحم
- عبير عيسى. بدور كمايل زوجة مجحم وام رداد
- حابس حسين، بدور الشيخ أبو صايل
- عثمان الشمايلة بدور مفلح أبو حمدة
- مرح جبر. بدور حمدة
- عبد الكريم الجراح. بدور صقر
- محمد الابراهيمي.بدور فلاح